# Il matrimonio segreto
Il matrimonio segreto és una opera buffa composta per Domenico Cimarosa sobre un llibret escrit per Giovanni Bertati, basat en The Clandestine Marriage de George Colman i David Garrick. Va ser estrenada al Burgtheater de Viena el 7 de febrer de 1792, en presència de l'emperador Leopold II.
L'acció es desenvolupa a Bolonya, més o menys en l'època de l'estrena. Amb aquesta òpera, i potser una mica inconscientment, Cimarosa va crear la que seria durant més de cinquanta anys l'arquetip d'òpera bufa italiana, els esquemes de la qual varen seguir de prop no només els compositors secundaris del seu temps, sinó fins i tot compositors com Rossini o Donizetti.
Stendhal, a la seva Vie de Rossini, explica que Rossini «és l'home italià que trobo que té més enginy, i certament no m'imaginava que ho fos en aquest país que és el regnat dels pedants. Li vaig parlar del meu entusiasme per la L'italiana in Algeri i Tancredi, i quan li vaig demanar quina preferia, ell va respondre: Il matrimonio segreto».

## Origen i context
Cimarosa, així com en certa manera Paisiello i altres creadors de l'última generació de compositors napolitans, va ser hàbil per combinar els èxits còmics de les generacions anteriors amb un nou estil musical que, amb arrels als països germànics, es va anar estenent a Itàlia .Això implicava l'aplicació a l'orquestra de l'òpera de tècniques semblants a les utilitzades més al nord en el terreny de la música de concert, amb un èmfasi especial en l'expressivitat i l'agilitat dels instruments de vent, com oboès, fagots, flautes i, sobretot, el «nou» instrument que anunciava les noves sensibilitats preromàntiques: el clarinet. Fins aleshores, les orquestres dels teatres italians acostumaven a funcionar amb una quinzena d'instruments, tret dels principals teatres que gaudien de protecció reial, com el Teatro San Carlo de Nàpols o la Scala de Milà. L'estil galant, definit com a elegant, lleuger i refinat, també va influir en l'estil de Cimarosa.

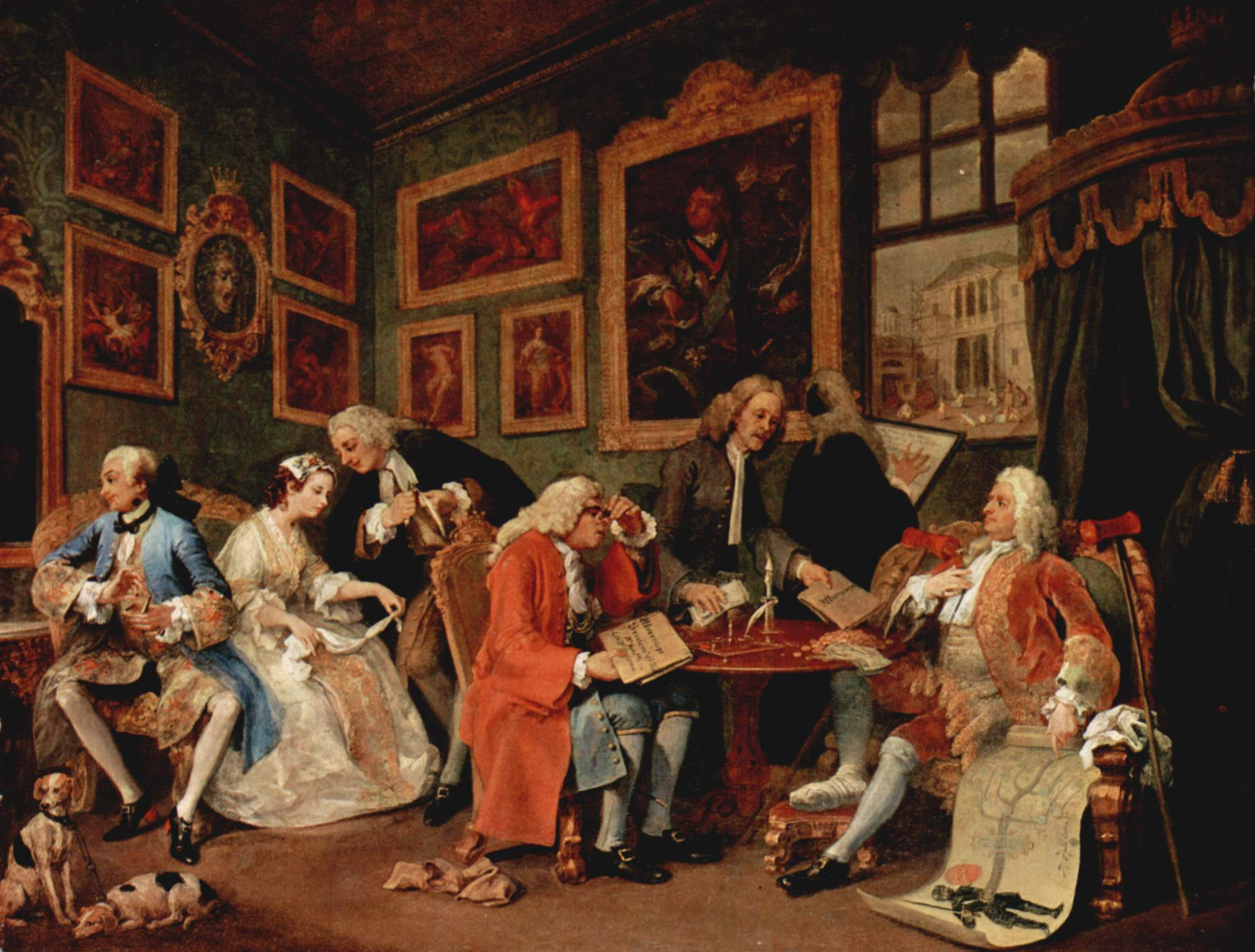
Pintura del cicle Marriage à-la-mode, Escena: The Marriage Contract, del pintor anglès William Hogarth

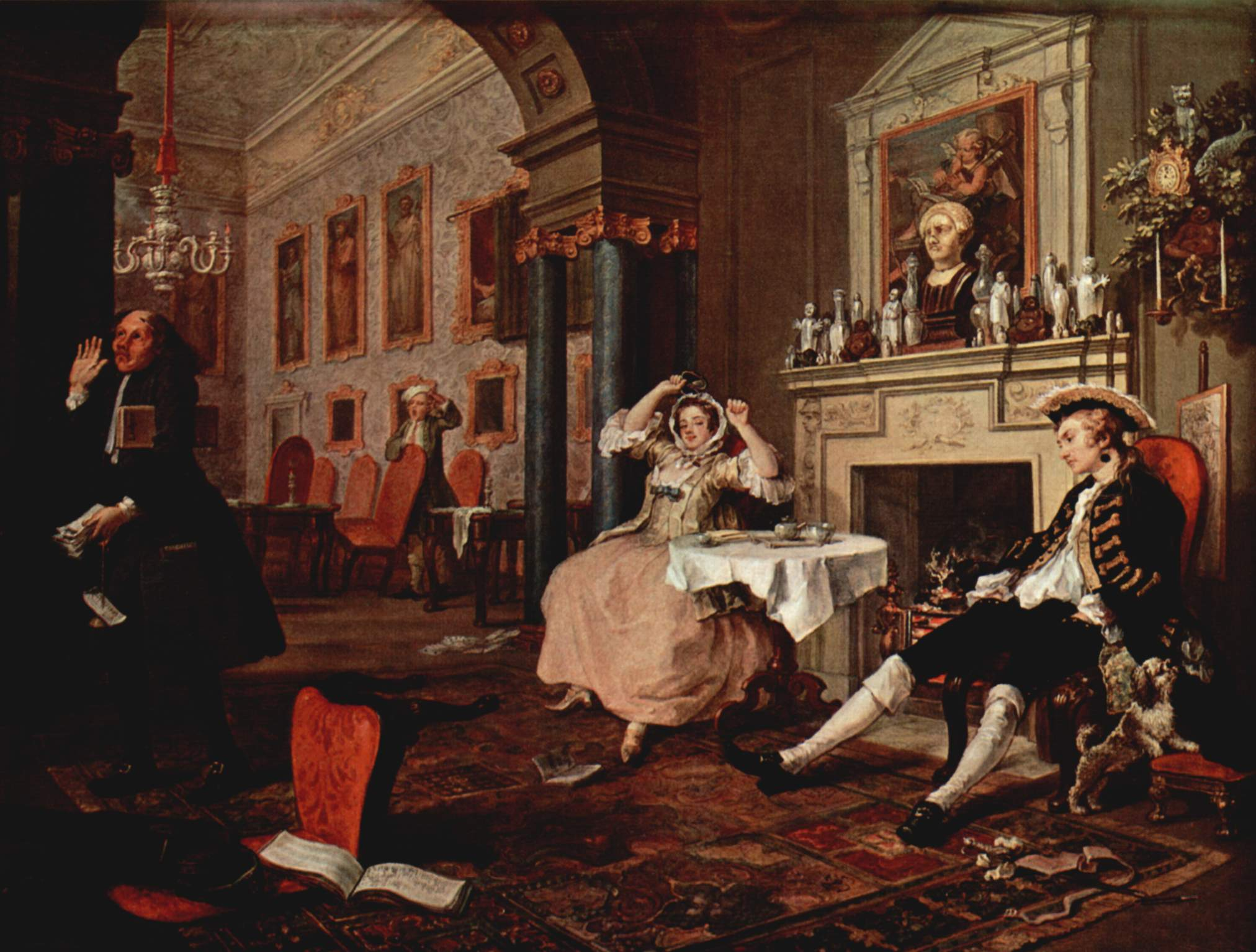
Pintura del cicle Marriage à-la-mode, Escena: Shortly after the marriage

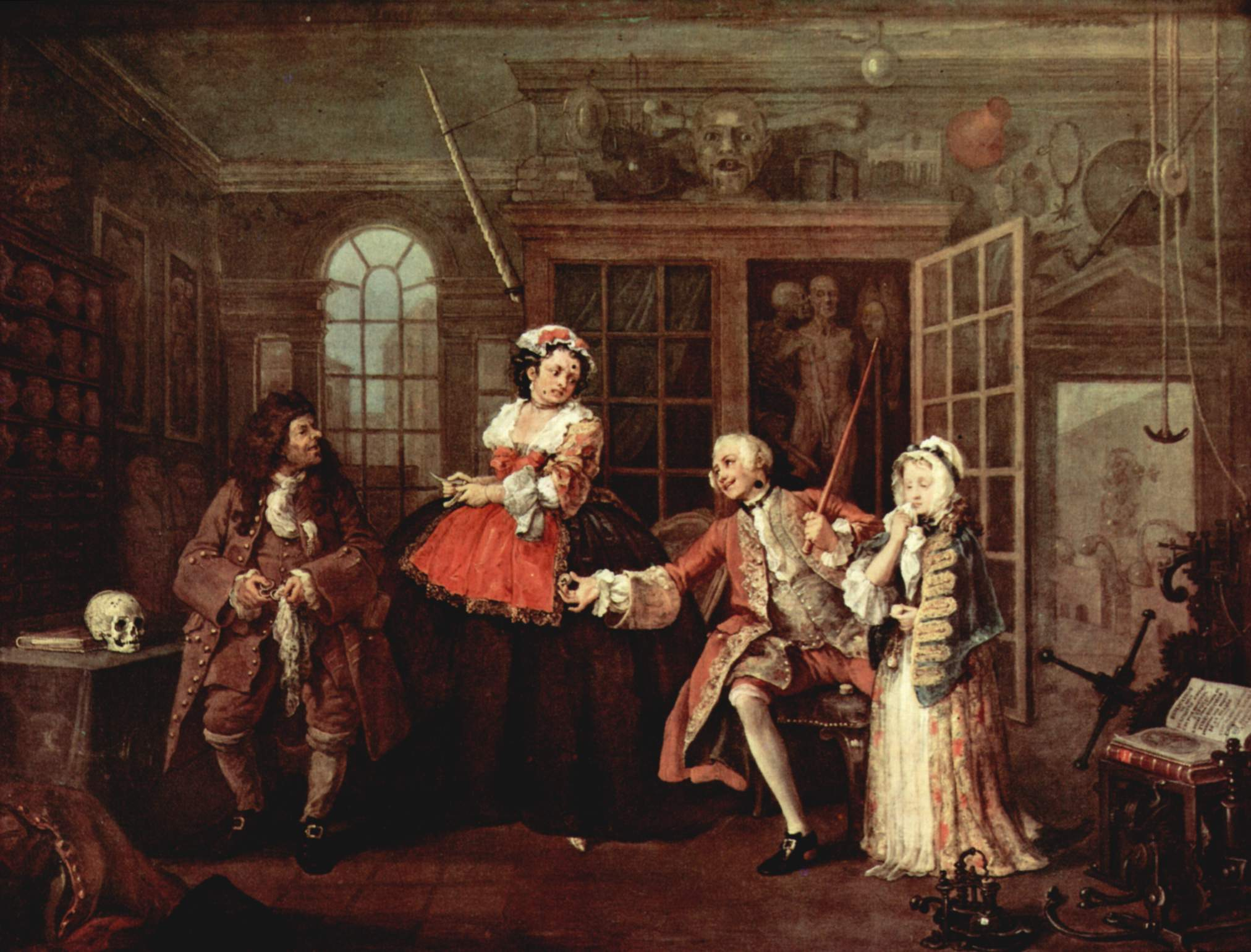
Pintura del cicle Marriage à-la-mode, Escena: The visit with the Quack Doctor

Com la resta de compositors que despuntaven, fou convidat per la tsarina de Rússia Caterina com a autor oficial del teatre. Quan Cimarosa s'adonà que ja no gaudia de la confiança de la tsarina, abandonà Sant Petersburg amb l'excusa d'una malaltia. El viatge de retorn a Itàlia va començar el juliol de 1791 i fou molt semblant a una marxa triomfal. Acollit amb grans honors a Varsòvia, hi va romandre tres mesos durant els quals es van festejar les seves obres. Finalment el novembre es va dirigir a Viena, quan tot just s'acabava de morir l'emperador Josep II i era succeït pel seu germà Leopold II. Leopold havia heretat el Gran Ducat de Toscana, i potser per aquest motiu era coneixedor de l'òpera italiana.
Salieri, favorit de Josep, va renunciar a la direcció del teatre, Haydn era a Londres i Mozart havia mort el 5 de desembre de 1791. Tot va afavorir que el teatre seguís en mans de l'òpera italiana, aplanant el terreny per a Cimarosa. Leopold, tot i que no li feu encàrrecs particulars, li va assegurar un sou de dotze mil francs a l'any i allotjament a la cort. En aquell moment el poeta oficial era Giovanni Bertati, llibretista venecià que havia debutat el 1763 amb La morte da dimone. De la col·laboració entre Betrati i Cimarosa va sorgir una autèntica obra mestra com Il matrimonio segreto..
Per confeccionar el llibret de Il matrimonio, Bertati va tenir influències angleses i franceses. Es va inspirar en la comèdia teatral The Clandestine Marriage de George Colman i David Garrick (Drury Lane Theatre de Londres, 1766), que al seu torn es basava en una sèrie de pintures del pintor anglès William Hogarth Marriage à-la-mode (feta a Londres cap a 1745 i després difosa en forma de gravats). En els quadres es podien veure les successives etapes d'un matrimoni de conveniències entre un noble arruïnat i la filla d'un ric comerciant que volia brillar a l'alta societat gràcies a un títol nobiliari.
Tot i que els quadres de Hogarth tenien un caràcter marcadament moralitzant i la història gràfica acabava de forma tràgica amb el suïcidi de la mal casada, Garrick i Colman van optar per presentar la trama de forma còmica amb un final feliç. La comèdia resultant, molt influenciada per Shakespeare, amb una gran quantitat de personatges secundaris.
Bertati va preparar per a Cimarosa un llibret basat en l'obra de Garrick i Colman, però hi va aportar simplicitat i claredat, despullant-la de tot el que era accessori per deixar una trama essencial de forma exemplar. Efectivament, redueix els personatges a sis, amb un paper d'un pes similar, de manera que en aquesta òpera no hi ha personatges secundaris, ni tan sols el cor.
El mateix argument va servir per a l'opéra-comique amb llibret de Marie Jeanne Riccoboni i música de Joseph Kohaut: Sophie ou Le mariage caché (1768). Més de vint anys després, el vescomte de Ségur i François Devienne varen concebre una altra òpera còmica sobre el mateix tema per les escenes parisenques: Le mariage clandestin (1790).
Si bé Bertati va rebre influències dels llibrets de Les noces de Fígaro i Così fan tutte signats per Lorenzo Da Ponte, també va ser important per a Da Ponte el coneixement de Don Giovanni o sia Il convitato di pietra, del mateix Bertati i amb música de Giuseppe Gazzaniga.

## Historial de representacions

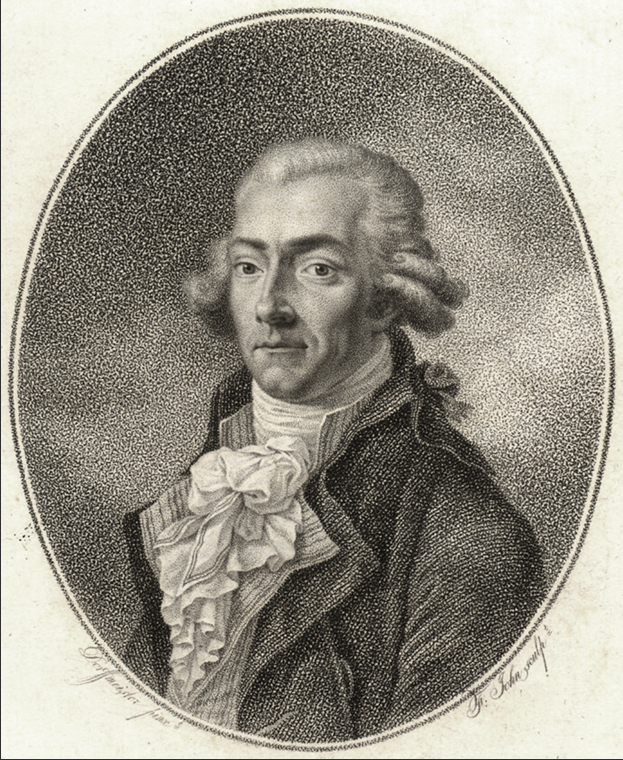
Retrat en un gravat de Francesco Benucci, creador del comte Robinson, per Friedrich John, sobre una pintura de Joseph Dorffmeister, ca. 1800

Il matrimonio segreto es va estrenar al Burgtheater de Viena, el 7 de febrer de 1792, dos mesos després de la mort de Mozart. L'estrena va ser molt reeixida, fins al punt que Leopold II va ordenar que se servís el sopar als actors per tenir una repetició completa de l'obra aquell mateix vespre; un esdeveniment únic en la història de l'òpera. L'obra fou representada àmpliament per tot Europa durant la vida del compositor i també posteriorment. Més tard seria una de les favorites de Verdi.
El triomf de l'obra sens dubte també va ser gràcies a un repartiment excepcional. Els intèrprets de l'estrena van ser Dorotea Bussani (Carolina), Anna Morichelli Bosello (Elisetta) i el còmic toscà Pietro Benucci, un cantant que Mozart havia volgut per al paper protagonista de Le nozze di Figaro i per al de Guglielmo en Così fan tutte. De tornada a Nàpols el 1793, Cimarosa va assistir al clamorós èxit de Il matrimonio segreto, a la qual havia afegit peces noves. L'òpera es va representar cent deu vegades en cinc mesos.
L'estrena italiana de l'òpera es va fer a La Scala de Milà el 17 de febrer de 1793 amb Maria Gazzotti com a Carolina i Vincenzo Del Moro com a Paolino. El 23 de maig del mateix any va arribar al Teatre de la Santa Creu de Barcelona. Anglaterra va veure l'obra per primera vegada l'11 de gener de 1794 al The King's Theatre de Londres i el 6 d'agost següent es va representar per primera vegada a Portugal al Teatre Nacional de São Carlos de Lisboa amb Domenico Caporalini com a Carolina i Luigi Bruschi com a Paolino. L'estrena francesa va ser a càrrec del Théâtre-Italien de París el 10 de maig de 1801 amb Teresa Strinasacchi Avogadro com a Carolina i Gustavo Lazzarini com a Paolino.
A la primera meitat del segle xix va ser cantada en alemany, francès, espanyol, danès, suec, polonès, rus, anglès i txec amb diversos títols: Die heimliche Ehe, Le mariage secret, Der adelsüchtige Bürger, Il segreto e l'intrigo della lettera, Lo sposalizio segreto, Il matrimonio notturno. La seva fama al segle xix es va accentuar per les interpretacions de molts cantants aclamats com Maria Malibran (Carolina), Antonio Tamburini (Comte) i Giovanni Battista Rubini (Pauline), el baix Luigi Lablache va cantar el paper de Geronimo al King's Theatre de Londres i al Théâtre Italien de París el 1830.
Il matrimonio segreto es va representar per primera vegada als Estats Units a l'Òpera Italiana de la ciutat de Nova York el 8 de gener de 1834. La Metropolitan Opera va presentar l'obra per primera vegada el 25 de febrer de 1937 amb Muriel Dickson com a Carolina, George Rasely com a Paolino, Natalie Bodanya com a Elisetta, Julius Huehn com a Robinson i Ettore Panizza com a director.
Cimarosa va escriure dues òperes més per Viena, però les partitures s'han perdut. Se sap que no van ser tan aplaudides com Il matrimonio segreto, fet que va influir en la seva decisió de tornar a Nàpols. La primera d'aquestes òperes es va dir La calamita dei Cuori, amb un llibret de Carlo Goldoni que el 1753 Baldassare Galuppi havia musicat per al Teatro San Samuele de Venècia i que De Gamerra havia reelaborat per Salieri el 1744. La versió cimarosiana es va estrenar a la Hofoper a la tardor de 1792. La segona òpera, Amor rende sagace, amb llibret de Bertati, va ser estrenada també en la Hofoper el 4 d'abril de 1793 i reposada un dia després al Teatro di Porta Carinzia.

## Argument

### Acte I

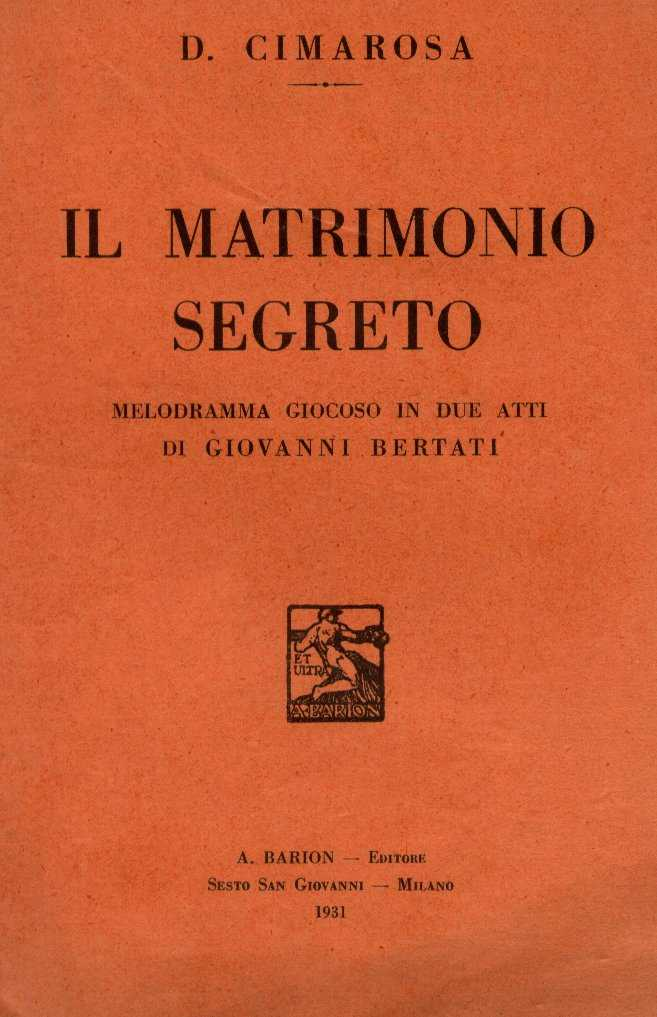
Llibret edició Barion, 1931

Carolina i Paolino s'han casat en secret. Estan discutint com confessar aquest fet al pare d'aquesta, Don Geronimo, la pretensió és entroncar amb la noblesa. Paolino coneix a un noble, el comte Robinson, que davant la seva precària situació econòmica, pensa que podria acceptar de bon grat casar-se amb Elisetta, la germana gran de Carolina, ja que obtindria un bon dot; d'aquesta manera el pare, content d'haver aconseguit les seves ambicions, acceptaria millor el matrimoni de la seva filla petita.
A don Geronimo li lliuren la carta en què diu que el noble està disposat a aquest matrimoni, el que omple de felicitat al bon senyor que ja veu la seva filla com una comtessa autèntica. Carolina no mostra una alegria semblant però el pare pensa que és per enveja del bon matrimoni que ha fet la seva germana. Elisetta, per la seva banda, es veu ja en les més altes esferes de la noblesa i exigeix de la seva germana un tracte d'acord amb la seva nova situació. Carolina no pot deixar de burlar-se d'ella. La tia Fidalma, més partidària d'Elisetta, li confessa que ella també pensa casar-se. Encara que no ho diu, el seu elegit no és altre que Paolino. Don Geronimo li promet un altre noble a Carolina, que mostra el seu desgrat, el que irrita en gran manera al seu pare.
Arriba el comte Robinson, amb presses per a signar el contracte i aconseguir el dot, però queda impressionat per la bellesa de Carolina creient que ella és la seva futura esposa. Elisetta sospita alguna cosa, i el comte Robinson se sent decebut quan veu que ha errat en les seves expectatives. La tia Fidalma ja preveu un conflicte familiar. El comte parla amb Paolino per fer un canvi de núvia i casar-se amb Carolina. Paolino s'esforça per treure-li aquesta idea del cap. El comte li proposa, però, matrimoni a Carolina, que s'esforça per semblar inculta i simple als ulls del comte, però això encara l'enalteix més als ulls del noble que troba fascinant la senzillesa de la jove.
Elisetta està enfurismada perquè creu que la seva germana intenta prendre-li el nuvi i es confia a Fidalma. Les dones van al pare, que una mica sord, no acaba d'assabentar-se bé del problema. El comte per la seva banda intenta donar la seva versió davant un horroritzat Paolino que no deixa de lamentar-se.

### Acte II
El comte parla amb don Jeronimo, que no accepta el tracte, però quan veu al comte disposat a renunciar a l'enllaç amb Elisetta i acceptar casar-se amb Carolina per la meitat del dot, don Geronimo creu que farà un bon negoci. Celebren l'acord que inclou l'acceptació per part d'Elisetta. El comte diu a Paolino que finalment es casarà amb Carolina, la qual cosa l'omple de terror. Paolino se'n va a demanar auxili a la tia Fidalma, que en definitiva és la font principal d'aliment econòmic de don Geronimo. Fidalma interpreta erròniament a Paolino creient que se li està declarant, així que li promet que serà la seva dona en un rampell d'alegria i felicitat. El pobre Paolino ja no suporta tants embolics i es desmaia. Carolina arriba i veu al seu espòs atès per la seva tia. Quan es queden sols, Carolina l'acusa de tenir amors amb Fidalma. Paolino amb prou feines aconsegueix explicar-li tot l'embolic. La parella no veu altra solució a tanta complicació que la fugida de tots dos, i deixar que els malentesos s'aclareixin per si mateixos.
El comte, per la seva banda, està esforçant-se per fer creure a Elisetta que és un home d'un caràcter horrible, i que per a ella és molt millor no casar-se amb ell, però exagera de tal manera que la noia no ho creu i encara s'entesta més en les noces amb el comte. El primer que ha de fer és fer desaparèixer a Carolina, i d'acord amb la tia Fidalma, pensa demanar-li al seu pare que la posi en un convent. Primer el pare es resisteix, però quan aquesta va al comte per demanar-li ajuda i ell li besa la mà, el pare veu clar que ha d'enviar Carolina al convent amb urgència. Així doncs, don Geronimo li diu a Paolino que tingui tot disposat per portar Carolina al convent l'endemà. Es retiren tots a descansar, però Elisetta no cessa de vigilar, constància que deixa admirat al comte.
En plena nit, Carolina i Paolino es disposen a partir, però senten un soroll i tornen a la seva habitació. Elisetta en la seva tasca de vigilància, també ha sentit un soroll, però creu que es tracta del comte que ha entrat a l'habitació de Carolina. Convoca el pare i la tia i els explica la malifeta del comte, el qual surt dignament de la seva pròpia habitació deixant-los a tots sense arguments i avergonyits. Elisetta insisteix i truca a la porta de l'habitació de Carolina. De dins surten els esposos secrets, que s'agenollen davant el pare. Don Geronimo vol fer-los fora de casa, però Elisetta, veient que no té rival en realitat, li demana que els perdoni. La tia Fidalma, que ja veu que el seu somni d'amor se n'ha anat en orris, també decideix demanar indulgència per als joves. El comte, que encara que no oblida el dot, admira Elisetta, es declara disposat a casar-se, amb la qual cosa tothom està content i amb aquesta celebració joiosa es posa punt final a l'òpera.

## Enregistraments
| Any  | Elenc (Geronimo, Elisetta, Carolina, Fidalma, Paolino, Robinson)                                           | Director           | Segell              |
| ---- | --- | ------------------ | ------------------- |
| 1950 | Sesto Bruscantini, Ornella Rovero, Alda Noni, Giulietta Simionato, Cesare Valletti, Antonio Cassinelli     | Manno Wolf-Ferrari | Fonit Cetra         |
| 1956 | Carlo Badioli, Eugenia Ratti, Graziella Sciutti, Ebe Stignani, Luigi Alva, Franco Calabrese                | Nino Sanzogno      | EMI                 |
| 1976 | Dietrich Fischer-Dieskau, Julia Varady, Arleen Auger, Julia Hamari, Ryalnd Davies, Alberto Rinaldi         | Daniel Barenboim   | Deutsche Grammophon |
| 1990 | Enzo Dara, Max René Cosotti, Bruno De Simone, Daniela Mazzuccato, Valeria Baiano                           | Angelo Cavallaro   | Nuova Era           |
| 1992 | Angelo Romero, François Le Roux, Tracey Welborn, Elzbieta Szmytka, Jeannette Fischer, Anne-Marie Owens     | Jesús López Cobos  | Cascavelle          |
| 1994 | Alfonso Antoniozzi, Janet Williams, Susan Patterson, Gloria Banditelli, William Matteuzzi, Petteri Salomaa | Gabriele Bellini   | Arts                |
| 2008 | Cinzia Forte, Priscille Laplace, Damiana Pinti, Alberto Rinaldi, Mario Cassi, Aldo Caputo                  | Giovanni Antonini  | DYNAMIC             |